# Yuxi-Museum

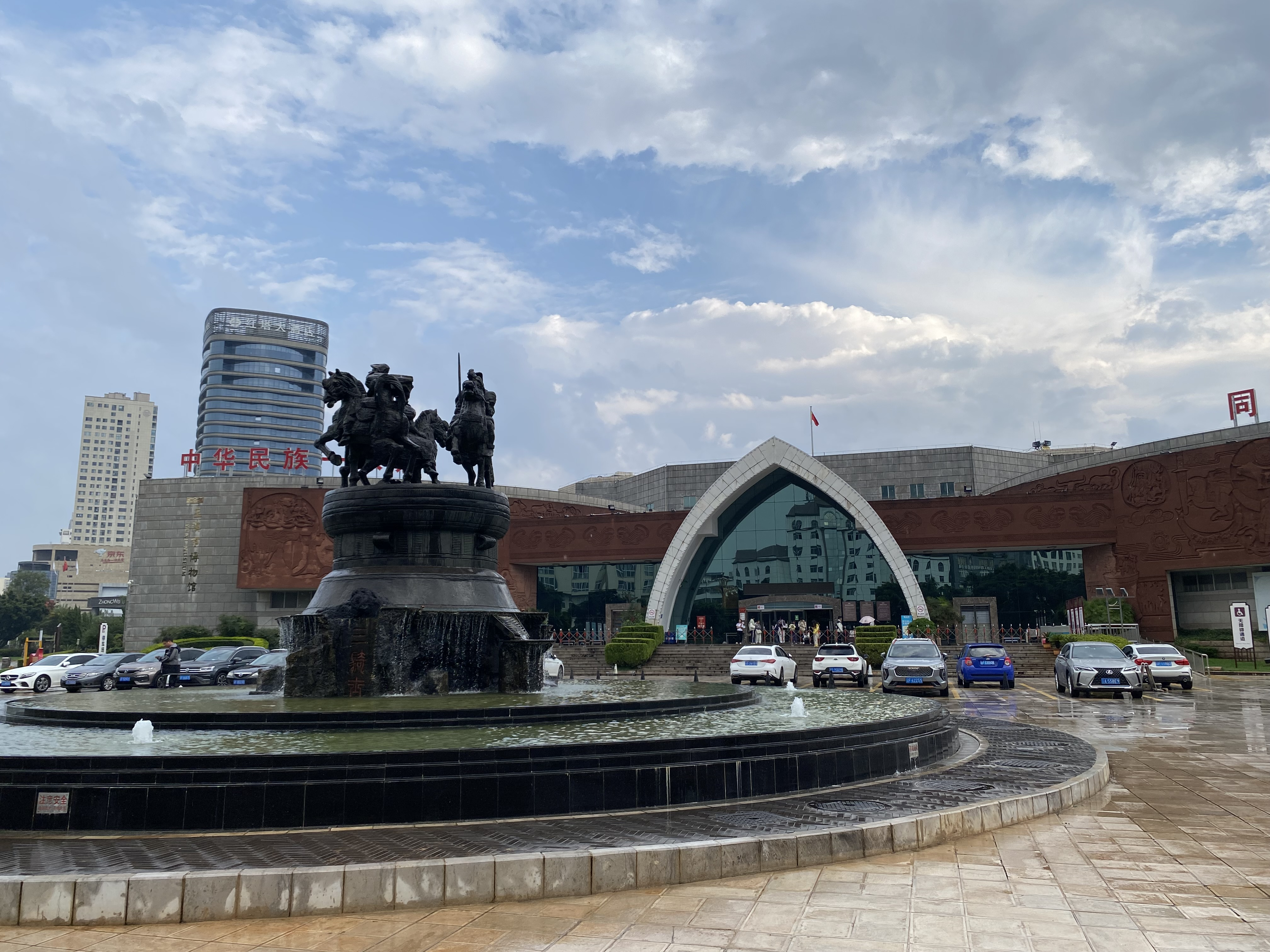
Yuxi-Museum

Das Yuxi-Museum (玉溪博物馆,  Yuxi bowuguan, englisch Yuxi Museum) ist ein auf dem Gebiet der bezirksfreien Stadt Yuxi in der chinesischen Provinz Yunnan gelegenes paläontologisches Museum. Es liegt in der Nähe des Fuxian-Sees, des zweittiefsten Sees Chinas, und stellt unter anderem in dem See entdeckte Fossilien aus.